# Viburnum grandiflorum
Viburnum grandiflorum är en desmeknoppsväxtart som beskrevs av Nathaniel Wallich. Viburnum grandiflorum ingår i släktet olvonsläktet, och familjen desmeknoppsväxter. Inga underarter finns listade i Catalogue of Life.

## Bildgalleri

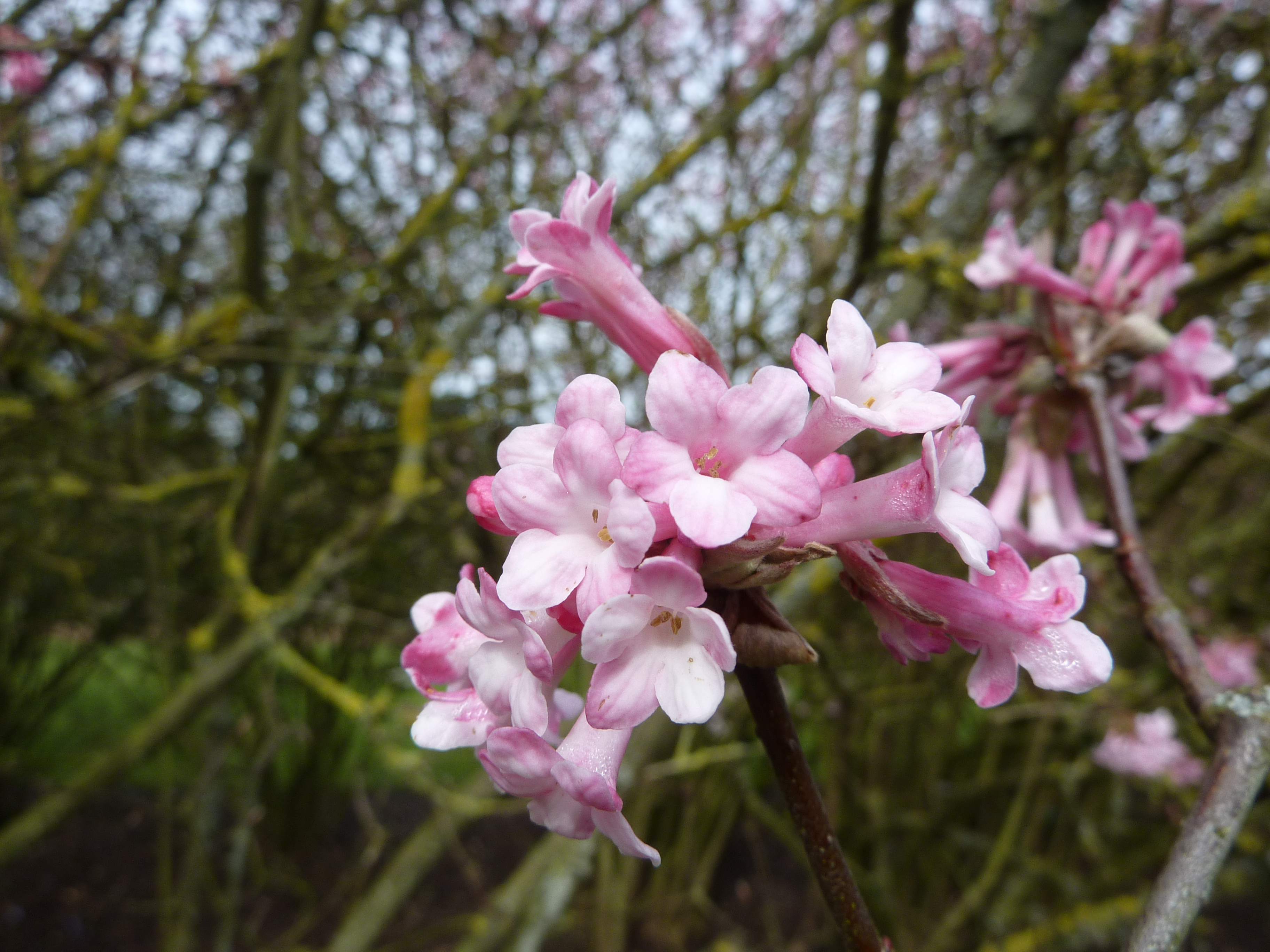
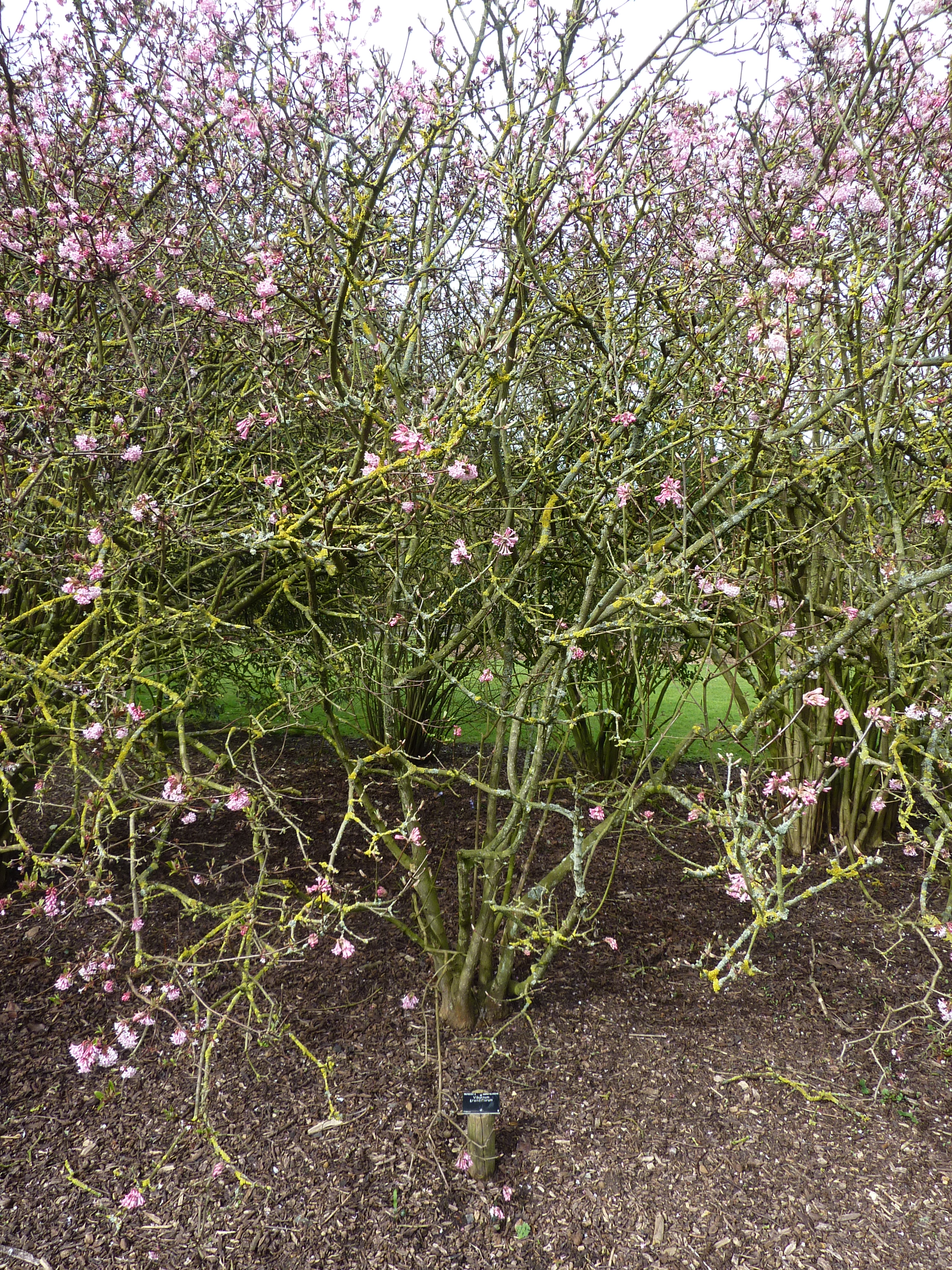
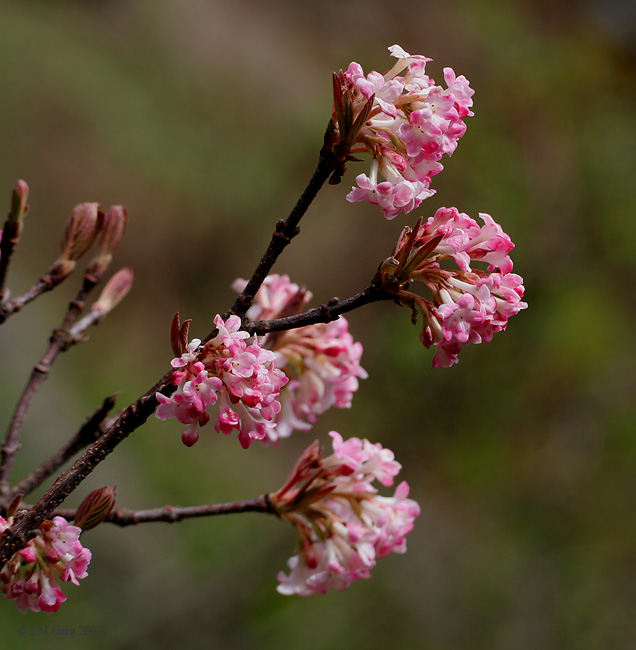